# Colleen Zenk Pinter
Colleen Zenk Pinter (Barrington (Illinois), 20 januari 1953) is een Amerikaans actrice. Ze is het bekendst van haar rol als modeontwerpster Barbara Ryan in de soapserie As the World Turns, een rol die ze begon te spelen in september 1978. Ze was van 1987 tot en met 2010 getrouwd met mede-soapacteur Mark Pinter.
Gedurende een lange tijd in de serie is Barbara Ryan lastiggevallen door haar criminele ex-man James Stenbeck (gespeeld door Anthony Herrera). Recentelijk is bij Barbara Ryan een hersentumor geconstateerd. In tegenstelling tot de soap clichés van voorheen verloor Barbara haar gezichtsvermogen als gevolg van de tumor.